# Museu de Kelham Island
O Kelham Island Museum é conhecido como um museu vivo e funcional na localidade de Sheffield, Yorkshire, Inglaterra que preserva a herança industrial da cidade. Estabelecido numa ilha no rio Don, perto do centro da cidade o museu traça a história da cidade que a tornou a capital do aço no mundo.